# Макавейські книги
Макавейські книги — кілька книг Біблії, що визнаються Православною та Католицькими Церквами і внесені пізніше до канону (Второканонічні книги). До них відносять:
- Перша книга Макавеїв — одне з найцінніших документальних джерел, поряд з «Юдейськими старожитностями» Йосипа Флавія, докладно описує хід повстання в Юдеї проти деспотії Селевкідів.
- Друга книга Макавеїв — не є продовженням першої, а іншим описом того часу і ніби доповненням до неї. У книзі описуються декілька принципових концепцій, які активно використовуються в православ'ї і католицизмі, але заперечуються протестантами, як наприклад, молитви за померлих.
- Третя книга Макавеїв — формально не пов'язана з попередніми двома. У ній описується гоніння на палестинських євреїв за часів єгипетського царя Птоломея IV Філопатора.
- Четверта книга Макавеїв — тексти, що відносяться до апокрифів.